# رخصة السياقة في المغرب
رخصة السياقة في المغرب هي بطاقة رسمية تسمح لصاحبها بالقيادة في المغرب. يتم إصدار رخصة السياقة المغربية بواجهة مكونة من اللغتين العربية والفرنسية، وتتكون من الاسم الشخصي والعائلي وصورة وإمضاء صاحبها، ورقم البطاقة الوطنية للتعريف وتاريخ ومكان الولادة ورقم الرخصة ومكان الحصول عليها وصنف الرخصة. يتم إصدار رخصة السياقة على مرحلتين  زمنيتين، في البداية وعند نجاح المترشح يحصل على رخصة سياقة صالحة لمدة شهرين، بعد انتهاء صلاحيتها  يحصل على رخصة سياقة نهائية صالحة لعشر سنوات. ويتم طبع جميع رخص السياقة والبطائق الرمادية الإلكترونية في دار السكة تبعا لإتفاقية موقعة في 2018 بين بنك المغرب ووزارة التجهيز والنقل واللوجستيك والماء.

## تاريخ
كان المغرب يعتمد في الماضي على رخص سياقة ورقية، لكن تم تغييرها وتحديثها ابتداءاً من سنة 2010 لتصبح رخص السياقة الحالية عبارة عن بطائق إلكترونية.
في 18 يوليوز 2016، صدر ظهير شريف رقم 1.16.106 لتنفيذ القانون رقم 116.14 القاضي بتغيير وتتميم القانون 52.05 المتعلق بمدونة السير على الطرق، ومن أهم التعديلات والمستجدات التي جاء بها القانون رقم 116.14 هي إضافة صنف جديد من رخصة السياقة يحمل اسم AM، وضرورة الحصول على رخصة من صنف B لسياقة الدراجات ثلاثية العجلات بمحرك، وخفيفة بمحرك، والدراجات رباعية العجلات ثقيلة بمحرك، كما تمت إضافة جنحة في جدول خصم النقط في حالة امتناع السائق عن الخضوع للرائز أو للتحققات الهادفة إلى إثبات الحالة الكحولية للسائق (خصم 6 نقط)، ومخالفة الاستعمال أو التحدث بالهاتف ممسوكا باليد أثناء السياقة أو أي جهاز آخر يقوم بوظائف الهاتف (خصم نقطة واحدة).
في 31 ماي 2018، صدر قرار لوزير التجهيز والنقل واللوجستيك والماء رقم 1673.18 بالجريدة الرسمية عدد 6680 بتاريخ 7 يونيو 2018، يحدد تعريفة التكوينين النظري والتطبيقي لتعليم السياقة، بالنسبة لجميع أصناف رخصة السياقة، ونموذج عقد التكوين بين المرشح ومؤسسة تعليم السياقة.
ابتداءاً من فاتح يناير 2020، شرعت الوكالة الوطنية للسلامة الطرقية (نارسا) التي حلت محل اللجنة الوطنية للوقاية من حوادث السير، في تسليم جيل جديد من رخص السياقة والبطاقة الرمادية الإلكترونية، وتوفر الوثيقتان الجديدتان اللتان لم يطرأ على تعريفتهما أي تغيير جملة من التوظيفات، منها شريحة ذكية ومؤمنة تمكن من تخزين المعطيات حول السائق (عبر الرخصة) وعلى السيارة (من خلال البطاقة الرمادية).

## أصناف رخصة السياقة
يمكن لأي شخص كان مغربيا أو أجنبيا يقيم بصفة قانونية بالمغرب أن يجتاز امتحانا للحصول على رخصة السياقة أو تمديد رخصة السياقة المغربية التي في حوزته إلى أصناف أخرى. ويجب أن يثبت هذا الشخص أهليته البدنية والذهنية للحصول على صنف رخصة السياقة المطلوب وكذا شرط السن القانوني الأدنى المحدد حسب أصناف رخصة السياقة على النحو التالي:
| الأصناف | المركبات المسموح سياقتها | الشروط                                    |
| ------- | --- | ----------------------------------------- |
| AM      | > دراجة بمحرك > دراجة رباعية العجلات خفيفة بمحرك | أن لا يقل سن المترشح لهذا الصنف عن 14 سنة |
| A1      | > الدراجات النارية الخفيفة | أن لا يقل سن المترشح لهذا الصنف عن 16 سنة |
| A       | > الدراجات النارية | أن لا يقل سن المترشح لهذا الصنف عن 18 سنة |
| B       | > السيارات المعدة لنقل الأشخاص والمحتوية زيادة على مقعد السائق، على 8 مقاعد للجلوس على الأكثر > السيارات المعدة لنقل البضائع والتي لا يتجاوز وزنها الإجمالي المأذون به محملة 3500 كيلوغرام > المركبات الفلاحية ذات محرك والمركبات الغابوية ذات محرك وأريبات الأشغال العمومية ذات محرك والأريبات الخاصة ذات محرك التي لا يتجاوز وزنها الإجمالي المأذون به محملة 3500 كيلوغرام وذلك عند سيرها على الطريق العمومية > الدراجات ثلاثية العجلات بمحرك > الدراجات ثلاثية العجلات خفيفة بمحرك > الدراجات رباعية العجلات ثقيلة بمحرك | أن لا يقل سن المترشح لهذا الصنف عن 18 سنة |
| C       | > السيارات المعدة لنقل البضائع التي يتجاوز وزنها الإجمالي محملة 3500 كيلوغرام > المركبات الفلاحية ذات محرك والمركبات الغابوية ذات محرك وأريبات الأشغال العمومية ذات محرك والأريبات الخاصة ذات محرك التي يتجاوز وزنها الإجمالي المأذون به محملة 3500 كيلوغرام وذلك عند سيرها على الطريق العمومية | أن لا يقل سن المترشح لهذا الصنف عن 21 سنة |
| D       | > السيارات المعدة لنقل الأشخاص والمحتوية زيادة على مقعد السائق على أكثر من 8 مقاعد للجلوس أو ينقل على متنها أكثر من 8 أشخاص دون إحتساب السائق | أن لا يقل سن المترشح لهذا الصنف عن 21 سنة |
| E B     | > المركبات من الصنف B المقرونة بمقطورة يتجاوز وزنها الإجمالي محملة 750 كيلوغرام، وذلك إذا كان الوزن الإجمالي للمقطورة محملة يتجاوز وزن المركبة الجارة وهي فارغة أو إذا كان مجموع الوزن الإجمالي مع الحمولة للمركبة الجارة وللمقطورة معا يتجاوز 3500 كيلوغرام | أن لا يقل سن المترشح لهذا الصنف عن 18 سنة |
| E C     | > مجموعة مركبات مقرونة بعضها ببعض من ضمنها مركبة جارة تندرج في صنف C ومقرونة بمقطورة يتجاوز وزنها الإجمالي محملة 750 كيلوغرام | أن لا يقل سن المترشح لهذا الصنف عن 21 سنة |
| E D     | > مجموعة مركبات مقرونة بعضها ببعض من ضمنها مركبة جارة تندرج في صنف D ومقرونة بمقطورة يتجاوز وزنها الإجمالي محملة 750 كيلوغرام | أن لا يقل سن المترشح لهذا الصنف عن 21 سنة |

- السائقون الذين يتوفرون على رخصة السياقة من الصنف A معفيون من الحصول على رخصة السياقة من الصنف A1 و AM
- السائقون الذين يتوفرون على رخصة السياقة من الصنف B أو من الصنف A1 معفيون من الحصول على رخصة السياقة من الصنف AM
- السائقون الذين يتوفرون على رخصة السياقة من الصنف EC أو ED معفيون من الحصول على رخصة السياقة من الصنف EB شريطة أن يكون صاحب الرخصة حاصلاً على رخصة السياقة من الصنف B

## الوثائق المطلوبة
- المطبوع الخاص باجتياز الامتحان يتم تحميله من الموقع الإلكتروني لوزارة التجهيز والنقل واللوجستيك والماء من قبل مؤسسات تعليم السياقة معبأ بشكل صحيح وموقع من طرف صاحب الطلب ووصل أداء الواجبات المفروضة عن الخدمات والتمبر مسلمان من إحدى القباضات التابعة للخزينة العامة للمملكة.
- إثبات هوية صاحب الطلب ومحل إقامته بواسطة الإدلاء بنسخة من البطاقة الوطنية للتعريف الإلكترونية سارية الصلاحية أو جواز السفر المغربي ساري الصلاحية بالنسبة للمرشحين المغاربة، أو بنسخة من بطاقة الإقامة بالمغرب سارية الصلاحية أو من وصل إيداع طلب هذه الشهادة ساري الصلاحية مرفقا بشهادة الإقامة مسلمة منذ أقل من 3 أشهر من قبل مصالح الأمن الوطني أو الدرك الملكي بالنسبة للمرشحين الأجانب القاطنين بالمغرب.
- شهادة طبية لا يتعدى تاريخ تسليمها 3 أشهر مسلمة من طرف طبيب معترف به تثبت الأهلية البدنية والذهنية للمرشح لصنف رخصة السياقة المطلوبة.
- شهادة إتمام التكوين من أجل الترشح لامتحان الحصول على رخصة الصنف المطلوب مسلمة من قبل مؤسسة تعليم السياقة مرخص لها.
- صورتان فوتوغرفيتان للتعريف بالألوان وحديثتان وأمامية وذات خلفية بيضاء من حجم45X 35 ملم.
- إذا تعلق الأمر بالحصول على صنف جديد، نسخة من رخصة السياقة، على أن يتم في حالة النجاح، تسليم أصل هذه الرخصة إلى المصلحة المكلفة بتسليم رخص السياقة.
- في حالة استبدال شهادة السياقة العسكرية برخصة السياقة المدنية المنصوص عليها في المادة 5ً من القانون رقم 52.05 المتعلق بمدونة السير على الطرق: شهادة إدارية للموافقة على التبديل مسلمة من السلطات العسكرية التي يتبع لها صاحب الطلب بالإضافة إلى نسخة من شهادة السياقة العسكرية مصادق على مطابقتها للأصل من طرف السلطة العسكرية المختصة. ويخضع العسكريون الراغبون في استبدال شهادة السياقة العسكرية برخصة السياقة المدنية فقط للاختبار النظري مطابق لصنف رخصة السياقة المطلوبة.
- في حالة إلغاء رخصة السياقة المسلمة بعد المرحلة الاختبارية بسبب فقدان مجموع رصيد النقاط، شهادة تتبع الدورة الإجبارية في التربية على السلامة الطرقية.
- في حالة إلغاء رخصة السياقة بسبب فقدان مجموع رصيد النقاط، نسخة من وصل تسليم هذه الرخصة إلى المصلحة المختصة التابعة لوزارة التجهيز والنقل واللوجستيك والماء.

## شروط الحصول على رخصة السياقة
يتم إيداع ملف الترشيح للحصول على رخصة السياقة لدى مركز تسجيل السيارات التابع لسكنى المرشح والمبين في وثيقة التعريف الخاصة به. إلا أنه يتعين على المرشحين العسكريين الذين ما زالوا يمارسون مهامهم أو المغاربة القاطنين بالخارج أن يضيفوا إلى طلبهم شهادة إقامة تحمل عنونا يدخل ضمن النفوذ الترابي لمصلحة تسليم رخص السياقة التي تم إيداع طلبهم لديها، مسلمة منذ أقل من 3 أشهر من قبل مصالح الدرك الملكي أو الأمن الوطني أو السلطات المحلية في حالة ما إذا كان عنوان الإقامة المبين في البطاقة الوطنية للتعريف الخاصة بهم لا يدخل ضمن النفوذ الترابي للمصلحة المذكورة. ويتم أخد مواعيد الامتحان النظري عبر الخط باستعمال النظام المعلوماتي من طرف مؤسسات تعليم السياقة.

## استبدال رخصة السياقة
يمكن لمواطني بعض الدول استبدال رخص السياقة المحصل عليها في بلدانهم الأصلية برخصة السياقة المغربية، وتشمل هذه الدول كل من: كوريا الجنوبية، اليابان، بولونيا، رومانيا، هنغاريا، البحرين، بنين، مصر، بلجيكا، إسبانيا، إيطاليا، فرنسا، الأردن، عمان، البرتغال، سويسرا، سوريا، ودول المغرب العربي.